# Gerda Ridler
Gerda Ridler (* 1963 in Waldhausen im Strudengau) ist eine österreichische Kunsthistorikerin und Kulturmanagerin. Sie war u. a. Gründungsdirektorin des privaten Museum Ritter in Waldenbuch bei Stuttgart und Wissenschaftliche Direktorin des Oberösterreichischen Landesmuseums. Seit 2022 ist sie Künstlerische Direktorin der Landesgalerie Niederösterreich in Krems.

## Beruflicher Werdegang
Vor ihrem Studium war Gerda Ridler als Flugbegleiterin bei der Deutschen Lufthansa AG tätig (1985–1990) und Catering Manager bei Lauda Air (1990–1991). Sie studierte Kunstgeschichte und Kulturmanagement in Wien, Linz und Ludwigsburg. 2012 promovierte sie über „Erfolgsfaktoren privater Kunstsammlungen im Vergleich mit öffentlichen Museen im deutschsprachigen Raum“.
Gerda Ridler war Kuratorin im Lentos Kunstmuseum Linz, vormals Neue Galerie der Stadt Linz (1997–1998) und von 1998 bis 1999 Leiterin der Abteilung Veranstaltungen und Publikumsbetreuung im Belvedere Wien. 1998 gründete sie den KunstRaumGoethestraße in Linz, einen Non-Profit-Projektraum für zeitgenössische Kunst und soziale Projekte. Von 2000 bis 2004 war sie Projektleiterin für Bildende Kunst und Kulturvermittlung beim Festival „Steirischer Herbst“ in Graz und im Anschluss wissenschaftliche Mitarbeiterin im Rahmen der Neueröffnung des Kunstmuseum Stuttgart. Von 2004 bis 2010 war Gerda Ridler als Gründungsdirektorin für den Aufbau und die Positionierung des privat geführten Museum Ritter in Waldenbuch verantwortlich, danach von 2012 bis 2013 als museologische Beraterin für das private Museum Angerlehner in Thalheim bei Wels tätig. Von 2013 bis 2018 wurde sie zur wissenschaftlichen Direktorin des Oberösterreichischen Landesmuseums berufen. In dieser Funktion war sie Vorstandsmitglied beim Österreichischen Museumsbund und stellvertretende Präsidentin des Verbundes Oberösterreichischer Museen. Sie ist als Autorin, Kuratorin, Beraterin für Privatsammlungen und als allgemein beeidete und gerichtlich zertifizierte Sachverständige für Kunst nach 1945 tätig. Seit 1. Jänner 2022 leitet sie als Künstlerische Direktorin die Landesgalerie Niederösterreich in Krems.
Als Kuratorin hat Gerda Ridler Einzelausstellungen mit zeitgenössischen Künstlern und zahlreiche Themenausstellungen realisiert sowie eine Reihe von ausstellungsbegleitenden Katalogbüchern und Aufsätzen zur Konkreten Kunst und über private Kunstsammlungen publiziert.

## Werke
- Privat gesammelt – öffentlich präsentiert. Über den Erfolg eines neuen musealen Trends bei Kunstsammlungen. transcript, Bielefeld 2012, ISBN 978-3-8376-2227-0.
- Mythos Schönheit. Facetten des Schönen in Natur, Kunst und Gesellschaft. Aust.Kat. Oberösterreichisches Landesmuseum, Hatje Cantz, Ostfildern 2015, ISBN 978-3-7757-3984-9.